# 逯姓
逯姓，是中国的一个姓氏。收錄在《百家姓》中，在《百家姓》中排在第四百零四位。逯姓发源于陕西、甘肃一带，歷史上以广平郡、临河郡为郡望。逯姓来源主要有两个。一個是秦国公族的封地逯邑，另一個是楚国公族有逯氏。

## 延伸阅读
[在维基数据编辑]
 《百家姓》
 《欽定古今圖書集成·明倫彙編·氏族典·逯姓部》，出自陈梦雷《古今圖書集成》